# Khnum

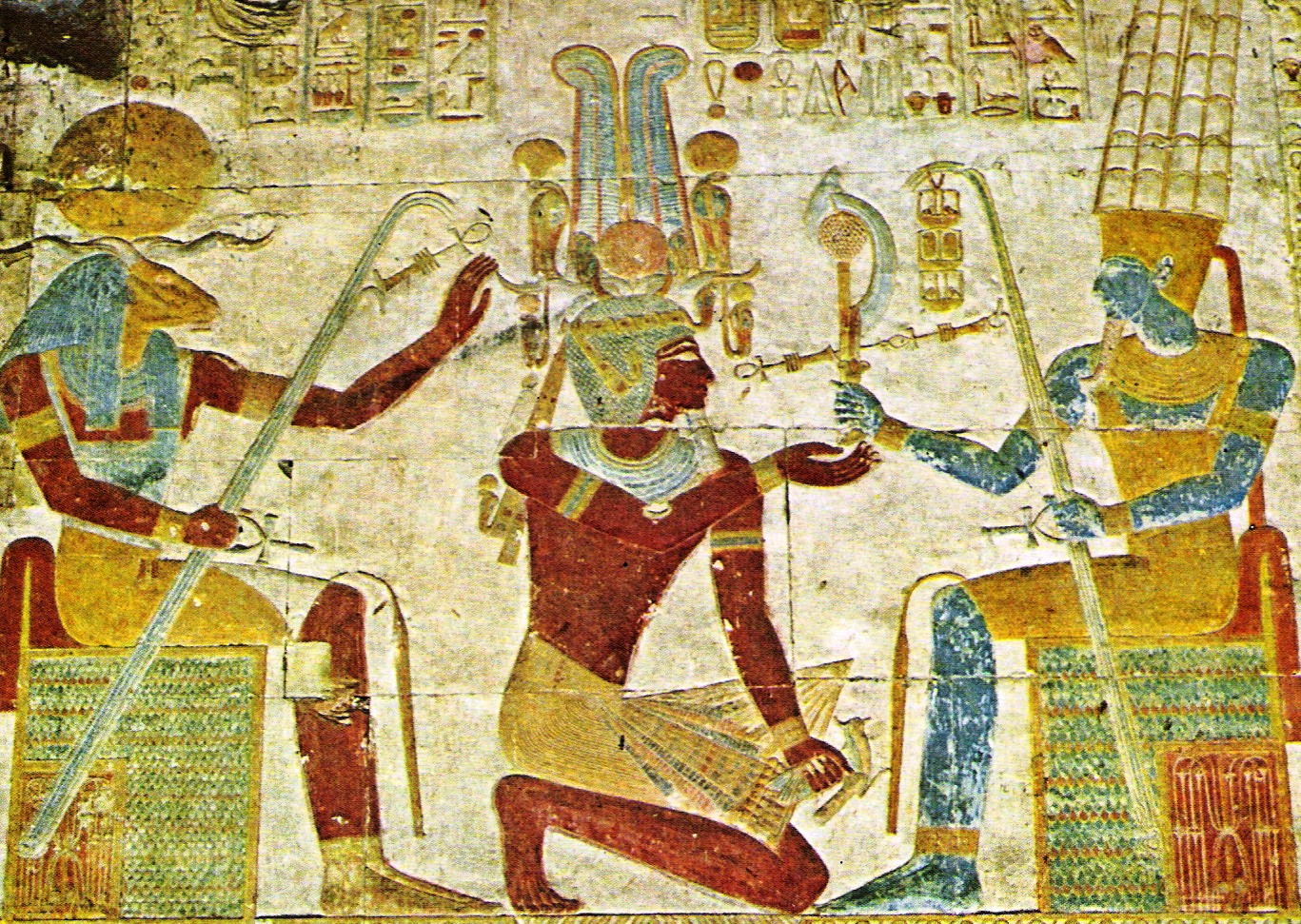
Khnum và Atum, bức họa trên mộ của Seti I

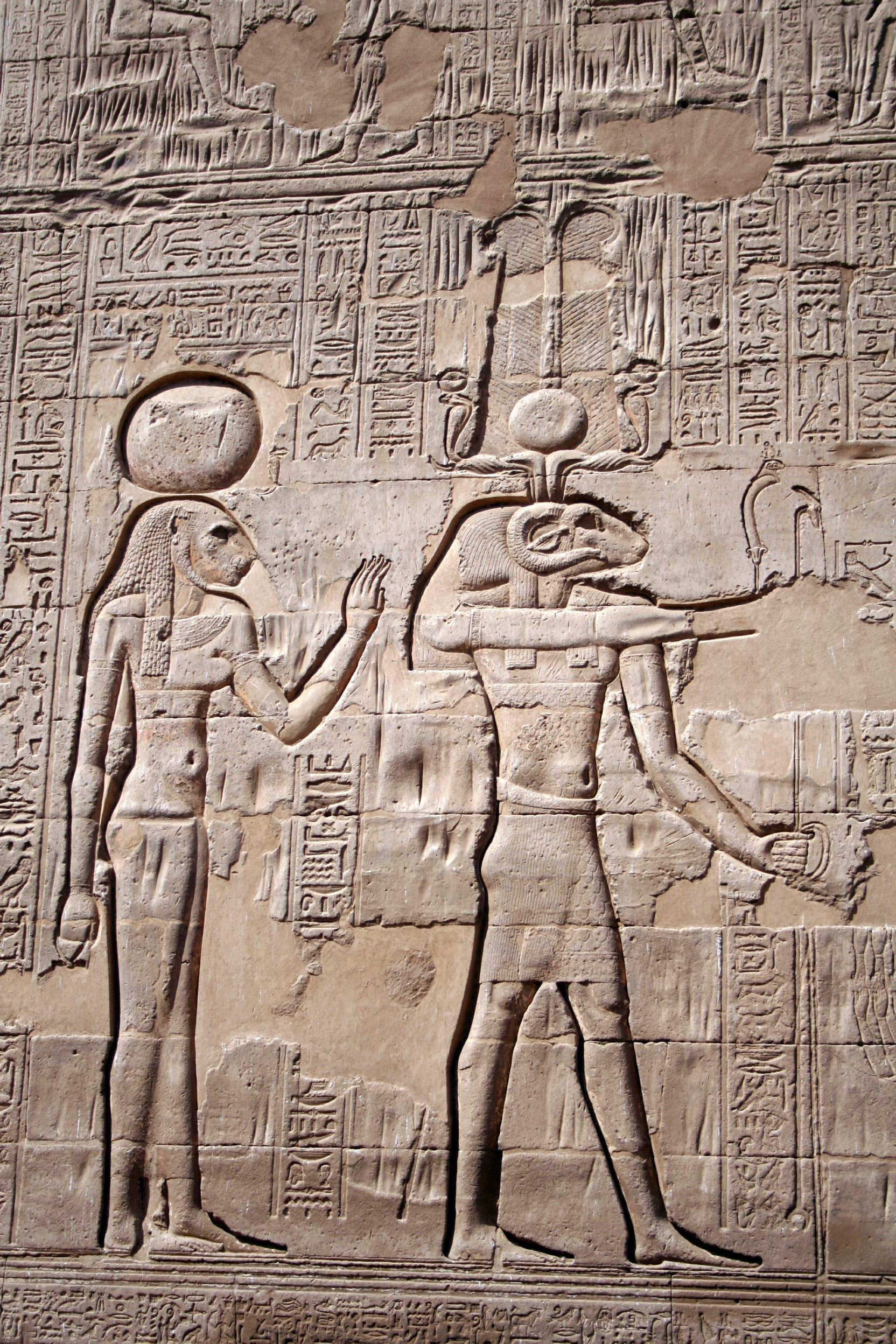
Khnum và Sekhmet (ảnh chụp tại đền thờ Esna)

Khnum (cũng viết là Khnemu, Khenmu, Khenmew, Chnum) là một vị thần đầu linh dương trong thần thoại Ai Cập cổ đại. Ông là một trong những vị thần được thờ phụng từ rất sớm.
Sự sùng bái Khnum lên cao nhất vào thời trị vì của pharaoh Khufu, người được biết đến với cái tên Khnum-Khufu (tức "Khnum bảo hộ ông").

## Danh hiệu
Khnum được gọi là "Cha của các pharaoh", vì ông cũng là một thần sáng tạo. Là một vị thần nước, ông có cái tên "KebH", tức "thanh lọc", liên kết với nữ thần phương đông Iabet và nữ thần Kebechet (người thanh tẩy xác ướp, con gái Anubis). Trong một số bức họa, ông đội vương miện Trắng của Thượng Ai Cập, tay giữ bình nước tượng trưng cho thượng nguồn sông Nile.

## Thần thoại
Khnum là vị thần cai quản tất cả nguồn nước của sông hồ và những mạch nước ngầm. Những đợt lũ hàng năm của sông Nile mang theo nước, phù sa và bùn đen, mang lại sự màu mỡ cho đồng ruộng.
Đất sét cũng được hình thành từ bùn đất, vì vậy thần được gắn liền với những tác phẩm bằng gốm. Theo thần thoại, Khnum tạo ra các cơ quan con người của trẻ em từ bàn xoay gốm và đặt vào bụng người mẹ. Khnum cũng đã tạo ra các vị thần khác, vì vậy thần còn có danh hiệu là "Vị thần tạo tác" hay "Chúa tể của những thứ được tạo ra từ chính mình".
Theo cuộn giấy papyrus từ thời kỳ Chuyển tiếp thứ Hai, theo thần thoại, khi 3 vị pharaoh Userkaf, Sahure và Neferirkara Kakai ra đời đều có sự chứng kiến của các vị thần đỡ đẻ như Isis, Nephthys, Meskhenet, Heqet và Khnum. Hatshepsut cũng tuyên bố rằng Khnum đã tạo nên linh hồn của bà và được chúc phúc theo lệnh của Amun-Ra.
Một bản khắc trên đá tại đảo Sehel dưới triều đại vua Djoser về nạn đói thời đó. Theo đó, pharaoh Djoser nằm mơ thấy Khnum. Ông bảo, nếu xây một ngôi đền dành cho ông thì nạn đói sẽ được chấm dứt. Ngay lập tức, pharaoh cho dựng đền thờ Khnum, và đúng như giấc mơ, nạn đói biến mất.
Khnum cũng là một vị thần bảo hộ người chết. Theo Sách chết, ông sẽ giúp "bào chữa" cho các linh hồn trước "Đại sảnh sự thật" của Ma'at. Khnum đôi khi cũng được xem là vị thần của hoàng hôn, mặc dù vị trí này thường do Atum đảm nhiệm.
Khnum cũng là 1 trong những vị thần theo hầu Ra vào mỗi đêm và chiến đấu với con rắn Apep. Ông được cho là đã tạo nên con thuyền barque để bảo vệ thần mặt trời. Đôi khi, Khnum kết hợp với Ra và thần nguyên thủy Nun, được gọi là Hap-ur (tức "Sông Nile vĩ đại").

## Thờ cúng
Sự thờ phượng của Khnum tập trung vào hai nơi, đảo Abu của Elephantine và Esna.
Tại Elephantine, ông được thờ cùng với vợ là Satis (nữ thần lũ lụt của sông Nile) và con là Anuket, họ được xem là Bộ ba Elephantine. Đền thờ của Khnum có từ thời Trung vương quốc, vào thời Vương triều thứ 11 thì Satis và Anuket được thờ tại đây.
Tại Esna thì Nebtu và Menhit, đôi khi cả Neith cũng được coi là vợ của thần Khnum, Heka là con trai và là người kế vị của ông (con với Menhit). Ngôi đền thờ các vị thần này có từ thời vương triều Ptolemaic. Tại Antinopolis thì nữ thần sinh đẻ Heqet được coi là vợ của thần Khnum.

## Tham khảo

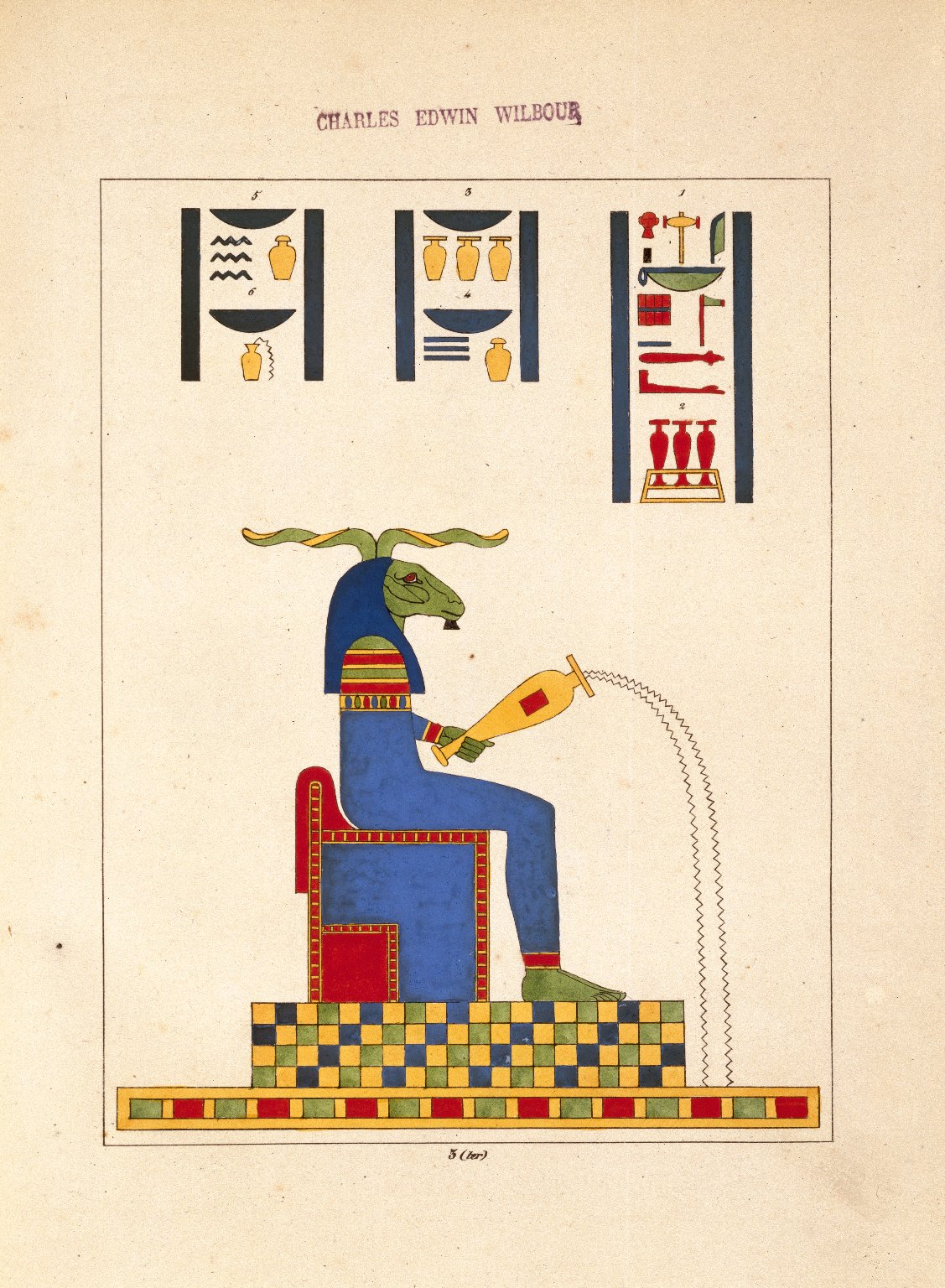
Thần Khnum cầm bình nước